# Renato Miranda
Sérgio Renato Ferreira Miranda (Nilópolis, 8 de dezembro de 1976), mais conhecido como  Renato Miranda, é um administrador e político brasileiro, filiado ao Partido Liberal (PL). Atualmente é deputado estadual do Rio de Janeiro. É irmão do prefeito de Mesquita, Jorge Miranda.
Nas eleições de 2022, concorreu pela primeira vez ao cargo de deputado estadual e foi eleito com 54.341 votos.
Em fevereiro de 2024, votou a favor da manutenção do mandato da deputada Lucinha, que havia sido afastada do cargo pelo Tribunal de Justiça do estado, acusada de possuir ligações com milicianos.